# MAN Energy Solutions
MAN Energy Solutions SE este un producător german de motoare diesel mari și turbomotoare pentru aplicații maritime și staționare cu sediul în Augsburg. Pe lângă gama tradițională de motoare și turbine, compania dezvoltă tehnologii în domeniul energiei alternative, precum motoare de combustibili sintetici⁠(d), sisteme de captare a carbonului și echipamente pentru preducția de energie verde.
Compania are aproximativ 15.000 de angajați în 140 de locații internaționale, în special în Germania, Danemarca, Franța, Elveția, Cehia, India și China.
MAN Energy Solutions era deținută anterior de compania MAN SE, care a fost filială a Volkswagen AG din 2011. Înainte de fuziunea MAN SE în Traton, MAN Energy Solutions a fost vândută companiei-mamă, Volkswagen.

## Istoric
MAN a luat naștere în 1908, prin fuziunea dintre Maschinenfabrik Augsburg și Maschinenbau-Actien-Gesellschaft Nürnberg, formând Maschinenfabrik Augsburg-Nürnberg (MAN).
Între 1893 și 1897, MAN, în colaborare cu Rudolf Diesel, a dezvoltat primul motor diesel, un motor monocilindru⁠(d) în patru timpi, cu un consum specific de 324 g/kWh și o putere de 17,8 CP (13,1 kW) la 154 rpm. În 1899, Hugo Güldner a construit primul motor diesel în doi timpi⁠(d), iar ulterior MAN a dezvoltat și primul motor diesel cu pistoane opuse.
În 1905, MAN a construit prima centrală electrică diesel din Kiev.
În 1921, Gutehoffnungshütte a preluat pachetul majoritar de acțiuni la MAN, formând un conglomerat industrial operat sub acronimul GHH.

### Al Doilea Război Mondial
În timpul celui de-al Doilea Război Mondial, Gutehoffnungshütte a participat la industria de armament, producând tancuri, motoare diesel pentru submarine și carcase de obuze.
În 1979, MAN a preluat compania Burmeister & Wain, specializată în proiectarea motoarelor navale. Motoarele în patru timpi au fost dezvoltate în Augsburg, iar cele în doi timpi la Copenhaga, sub marca „B&W”. În 1986, grupul GHH a fost integrat complet în Grupul MAN.
MAN Energy Solutions SE a fost formată în martie 2010 prin fuziunea companiilor MAN Diesel și MAN Turbo. În 2011, Volkswagen Group a achiziționat majoritatea acțiunilor MAN SE.
În 2013, compania a pus în funcțiune un reactor de metanizare pentru prima centrală Power-to-Gas din Europa, la Werlte. Din 2015, MAN produce motoare marine capabile să funcționeze cu combustibili sintetici.
În 2018, compania și-a schimbat denumirea în MAN Energy Solutions SE și a fost separată de divizia de camioane și autobuze a grupului MAN, sub patronajul Volkswagen.
În 2019, MAN Energy Solutions a intrat pe piața hidrogenului, achiziționând 40% din H-Tec Systems, participație majorată la circa 99% în 2021.
În 2021, compania a început dezvoltarea unei pompe de căldură bazată pe apă de mare la Esbjerg, Danemarca și a contribuit la construirea primei instalații de captare a CO2 din Norvegia pentru producția de ciment ecologic, furnizând un sistem de compresoare pentru captare și comprimare CO2.